# Остин (компания)
Вижте пояснителната страница за други значения на Остин.
„Остин“ (официално название на английски: Austin Motor Company) е британски автомобилен производител, съществувал самостоятелно до 1952 г., със седалище в квартал Лонгбридж, Бирмингам, Великобритания. Основател на компанията е Хърбърт Остин.

## История

### Хърбърт Остин – основател
Хърбърт Остин е роден на 8 ноември 1866 г. в Литъл Мисенден, Бъкингамшър, Англия, в семейството на фермера Джайлс Стивънс Остин и Клара Джейн Симпсън. През юношеските си години Остин пътува до Австралия, където работи в няколко инженерни фирми в Мелбърн. Хърбърт сключва брак с Хелън Дрон, дъщеря на Джеймс Дрон, на 26 декември 1887 г. в Мелбърн. Двамата имат две дъщери и син, който е убит във Франция през Първата световна война.

### Начало на производството
През 1905 година Остин показва чертежите на първия автомобил, който планира да пусне в производство. Първата кола е с мощност 25 к.с. През 1913 г. компанията започна производство на камиони. Първият тежкотоварен автомобил е бил с тонаж 2 – 3 тона. През февруари 1914 г. „Остин мотор къмпани“ от частна компания става публична компания и капиталът е увеличен на 50 000 паунда. През същата година във фабриката се произвеждат около 1000 автомобила.

### Серийно производство
През 1922 година започва производството на един от най-масовите модели на компанията през 1920-те години – „Остин 7“. От този модел са произведени 290 хил. броя. Моделът е по-малък от Форд Т и е задвижван от четирицилиндров двигател с мощност от 7 до 12 конски сили.
Британският производител прави опит да изнесе производството на този автомобил в САЩ в началото на третото десетилетие на XX век поради успеха на автомобила на Стария континент. Стига се до производството на първия „американски“ „Остин“ в Бътлър, Пенсилвания в новосъздадената Американска компания Остин. Британските автомобили, произведени в САЩ, имат по-висока цена от американския еквивалент на достъпен автомобил – Форд А. Продажбите на новосъздадения автомобил са доста под очакваните и през 1934 година компанията банкрутира след произведени приблизително 20 хил. автомобила.
През 1939 г. се прекратява производството на най-популярния автомобил на марката от началото на XX век – „Остин 7“. От модела са произведени 290 хил. автомобила. През 1946 г. е произведен милионният автомобил. През 1952 година „Остин“ и „Морис Моторс“ (друг британски автомобилен производител) се обединяват в „Бритиш Мотор Корпорейшън“. През следващата година е произведена малка серия спортни автомобии „Остин Хийли“.
През 1959 г. е представен автомобилът „Мини ADO 15“, върху който е изграден легендарният британски автомобил „Мини“. Две години по-късно е построена нова фабрика на компанията за 3300 работници с размери на сградата 114 на 62 метра.

### В „Бритиш Лейланд“
Компанията става част от „Бритиш Лейланд“ от началото на 70-те години. В гамата на компанията влиза нов модел – „Алегро“, който замества „Остин 1100/1300“.